# 淑人
淑人，中国古代女性位号，属于外命妇名号。
宋徽宗政和二年（1112年），改定外命妇名号，将唐代以来的郡夫人以下的郡君、县君、乡君，改为淑人、硕人、令人、恭人、宜人、安人、孺人。淑人封尚书以上的官员之妻。明朝封三品官员之妻，因子孙得封之人称为太淑人。清朝沿置。明清宗室奉國將軍正室也獲封為淑人。